# Ben Folds Five
Ben Folds Five – amerykański zespół rockowy założony w Chapel Hill, Karolina Północna, w 1993. W skład zespołu wchodzili: wokalista, pianista i autor tekstów Ben Folds, Robert Sledge (gitara basowa, wokal wspierający) i Darren Jessee (perkusja, wokal wspierający, współautor tekstów). Zespół wydał cztery albumy studyjne, z czego największy sukces komercyjny odniósł singel "Brick", który został sklasyfikowany na 6. miejscu listy Modern Rock Tracks.
Formacja zakończyła swoją działalność w 2000, została zreaktywowana na jeden koncert 18 września 2008 w Chapel Hill, gdzie zagrała wszystkie utwory z ostatniego albumu, The Unauthorized Biography of Reinhold Messner.

## Dyskografia

### Albumy studyjne
- Ben Folds Five (1995) – Passenger/Caroline Records
- Whatever and Ever Amen (1997, reedycja 2005) – 550 RIAA: platyna[3]
- Naked Baby Photos (1998) – Passenger/Caroline
- The Unauthorized Biography of Reinhold Messner (1999) – 550

### Single
| 1996                                                    | "Underground"                        | —  | —  | —  | 37 | —  | Ben Folds Five                                 |
| 1996                                                    | "Where's Summer B.?"                 | —  | —  | —  | —  | —  | Ben Folds Five                                 |
| 1997                                                    | "Battle of Who Could Care Less"      | —  | 22 | —  | 26 | —  | Whatever and Ever Amen                         |
| 1997                                                    | "Kate"                               | —  | —  | —  | 39 | —  | Whatever and Ever Amen                         |
| 1997                                                    | "One Angry Dwarf & 200 Solemn Faces" | —  | —  | —  | —  | —  | Whatever and Ever Amen                         |
| 1998                                                    | "Brick"                              | 19 | 6  | 11 | 26 | 13 | Whatever and Ever Amen                         |
| 1998                                                    | "Song for the Dumped"                | —  | 23 | —  | —  | 73 | Whatever and Ever Amen                         |
| 1998                                                    | "Army"                               | —  | 17 | —  | 28 | 65 | The Unauthorized Biography of Reinhold Messner |
| 1999                                                    | "Don't Change Your Plans"            | —  | —  | —  | —  | —  | The Unauthorized Biography of Reinhold Messner |
| "—" oznacza, że album nie był notowany na danej liście. |                                      |    |    |    |    |    |                                                |

### DVD
- Ben Folds Five – The Complete Sessions at West 54th (1999) – Epic

### Soundtracki & kompilacje
- Mr. Wrong soundtrack (1996) – utwór "Song for the Dumped"[6]
- Jak pies z kotem soundtrack (1996) – utwór "Bad Idea"[7]
- KCRW Rare On Air, Volume 3 (1997) – utwór "Alice Childress"
- Lounge-a-palooza (1997) – utwór "She Don't Use Jelly"[8]
- MegaHits Dance Party, Volume 2 (1998) – utwór "Brick (3AM Dance Remix)"
- Triple J Hottest 100, Volume 5 (1998) – utwór "One Angry Dwarf & 200 Solemn Faces"[9]
- Sabrina the Teenage Witch – soundtrack (1998) – utwór "Kate"[10]
- Godzilla – soundtrack (1998) – utwór "Air"[11]
- Burt Bacharach: One Amazing Night (1998) – utwór "Raindrops Keep Fallin' On My Head"[12]
- Teleconned, Volume 1: We Want The Airwaves (1998) – utwór "Theme From Dr. Pyser"
- Ja, Irena i Ja (2000) – utwór "Barrytown"[13]
- Songs for Summer (2000) – utwór "Where's Summer B.?"
- Non Stop '90s Rock (2001) – utwór "Brick"